# Irnfried Rabe
Irnfried Rabe (* 1943 in Sensburg) ist ein deutscher Kommunalpolitiker (FDP) und war von 2001 bis 2006 Bürgermeister der südniedersächsischen Stadt Northeim.

## Leben
Der Jurist Rabe war zwischen 1976 und 1980 als Städtischer Rat und Leiter des Rechtsamtes der Stadt Northeim tätig. Vom 1. November 1980 bis zum 30. Juni 1993 war er Kreisdirektor des Landkreises Northeim. Seit dem 1. November 1996 übt Rabe verschiedene Tätigkeiten im Northeimer Stadtrat aus, zunächst als Beigeordneter und 1. stellvertretender Bürgermeister. In der Nachfolge Hans-Peter Voigts wurde er am 1. November 2001 für eine Legislaturperiode hauptamtlicher Bürgermeister der Stadt Northeim. Am 1. November 2006 folgte ihm nach einer Stichwahl Harald Kühle in diesem Amt nach.